# Psaenythia frieseana
Psaenythia frieseana är en biart som beskrevs av Holmberg 1921. Psaenythia frieseana ingår i släktet Psaenythia och familjen grävbin. Inga underarter finns listade i Catalogue of Life.